# Otites populicola
Otites populicola är en tvåvingeart som först beskrevs av Robineau-desvoidy 1830.  Otites populicola ingår i släktet Otites och familjen fläckflugor. Inga underarter finns listade i Catalogue of Life.